# Martiri di Belfiore
Martiri di Belfiore fu il nome dato al primo gruppo di patrioti italiani condannati a morte per impiccagione a Mantova tra il 1851 e il 1855, in pieno Risorgimento, per ordine del governatore generale del Lombardo-Veneto, il feldmaresciallo Josef Radetzky.

Prendono il nome dalla valletta di Belfiore, località all'entrata occidentale di Mantova, dove almeno undici delle sentenze di morte furono eseguite. Esse rappresentarono il culmine della repressione austriaca seguita alla prima guerra d'indipendenza e segnarono il conseguente fallimento di ogni politica di riappacificazione.
- 2 novembre 1850
Prima riunione del comitato insurrezionale mantovano.
- 28 ottobre 1851
Arresto del sacerdote Giovanni Grioli.
- 5 novembre 1851
Fucilazione di Grioli
- 1º gennaio 1852
Arresto di Luigi Pesci da parte del commissario Filippo Rossi in seguito al rinvenimento di una cartella del prestito mazziniano.
- 27 gennaio 1852
Arresto del sacerdote Enrico Tazzoli.
- 13 novembre 1852
Prima udienza del consiglio di guerra per giudicare i congiurati.
- 7 dicembre 1852
Impiccagione di Enrico Tazzoli, Angelo Scarsellini, Carlo Poma, Bernardo Canal e Giovanni Zambelli.
- 3 marzo 1853
Impiccagione di Tito Speri, Carlo Montanari e Bartolomeo Grazioli in località Belfiore di Mantova.
- 19 marzo 1853
Impiccagione di Pietro Frattini in località Belfiore di Mantova.
- 4 luglio 1855
Impiccagione di Pier Fortunato Calvi in località Lunetta di Mantova.

## La situazione di Mantova
Mantova era parte del patrimonio della Casa d'Asburgo d'Austria dal 1707. Capitale di un piccolo ma assai ricco ducato, il cui territorio fu governato dai Gonzaga per quasi quattro secoli, la città presentava anche degli importanti vantaggi militari: tanto per la qualità delle fortificazioni, quanto per la posizione geografica, che consentiva di controllare il passaggio dal Veneto alla Lombardia, nonché un gran numero di passaggi sul Po. Essa fu infatti al centro della campagna napoleonica del 1797, di tutte le successive invasioni austriache sino alla resa di Eugenio di Beauharnais il 23 aprile 1814 a Heinrich Johann Bellegarde.
Gli austriaci, a partire dal 1815 avevano ridotto la città a una sorta di grande piazzaforte, tra le più grandi del Regno Lombardo-Veneto. Con tanti militari in giro, essa si adattava a ospitare (nel castello di San Giorgio) un carcere di massima sicurezza per patrioti lombardi e veneti, incarcerati per la loro opposizione all'occupazione austriaca.

## Il contesto politico
L'atteggiamento del governo austriaco subì un forte indurimento dopo la sconfitta dell'esercito di Carlo Alberto, che comandava l'esercito sardo e truppe formate da innumerevoli volontari lombardi, veneti e di molte altre regioni italiane. In un solo anno, dall'agosto del 1848 all'agosto del 1849, vennero eseguite 961 impiccagioni e fucilazioni, inflitte oltre 4 000 condanne al carcere per cause politiche, effettuate numerose requisizioni dei beni degli espatriati, imposti pesanti tributi e imposte straordinarie alle popolazioni.
La politica repressiva era operata direttamente dal feldmaresciallo Radetzky, governatore generale, ma fortemente sostenuta a Vienna dalla corte. Ciò non lasciava spazio di ambiguità riguardo alle reali intenzioni della potenza occupante. Il clima era stato, se possibile, aggravato dalle due visite dell'Imperatore nel 1851 (21 settembre a Milano, Como e Monza, 3 ottobre a Venezia), che avevano mostrato come la politica del feldmaresciallo Radetzky non avesse ottenuto alcun successo nell'avvicinare le popolazioni e la nobiltà italiana al regime asburgico.
In coincidenza con i falliti viaggi, il governatore generale plenipotenziario aveva emesso due proclami (21 febbraio e 19 luglio 1851) che decretavano da uno a cinque anni di carcere duro per chi fosse stato trovato in possesso di scritti rivoluzionari, re-imponevano lo stato di assedio, e ritenevano solidalmente responsabili le municipalità che avessero ospitato, anche a loro insaputa, società segrete.

## La congiura mantovana
Come naturale, il malcontento, se possibile, crebbe ulteriormente, e i patrioti ripresero a incontrarsi e organizzarsi segretamente. Si creò un movimento cospirativo articolato e policentrico, con la nascita di società segrete insurrezionali in tutto il Lombardo-Veneto. Una sezione si organizzò a Mantova con una prima riunione del 2 novembre 1850 nella casa di proprietà dell'esule Livio Benintendi, ubicata nell'attuale via Chiassi al n. 10, amministrata in sua assenza dall'ingegnere Attilio Mori.
A tale riunione costitutiva del comitato rivoluzionario parteciparono venti patrioti, tra i quali, oltre al Mori, l'ingegnere Giovanni Chiassi, l'insegnante Carlo Marchi, Giovanni Acerbi, l'avvocato Luigi Castellazzo, Achille Sacchi, il medico mantovano Carlo Poma. L'ispiratore del gruppo era don Enrico Tazzoli, un prelato vicino al movimento mazziniano che aveva contatti con figure notevoli dello stesso movimento quali Tito Speri (il protagonista delle dieci giornate di Brescia) e Angelo Scarsellini di Legnago di Verona.
Il comitato insurrezionale mantovano stampava proclami, aveva contatti con le cellule di Milano, Venezia, Brescia, Verona, Padova, Treviso e Vicenza, raccoglieva denaro vendendo le cosiddette ‘cartelle del prestito interprovinciale’ organizzato da Giuseppe Mazzini per finanziare iniziative rivoluzionarie. Si trattava delle stesse cartelle che avevano portato all'arresto del comasco Luigi Dottesio, impiccato a Venezia l'11 ottobre 1851. Alla sua esecuzione aveva fatto seguito, a fine 1851, l'esecuzione di don Giovanni Grioli, parroco di Cerese, arrestato il 28 ottobre per ordine del capitano auditore Carl Pichler von Deeben e condannato a morte il 5 novembre, per direttissima, per l'accusa di aver tentato di indurre alla diserzione due soldati ungheresi e di essere in possesso di scritti rivoluzionari.

## L'arresto di Tazzoli

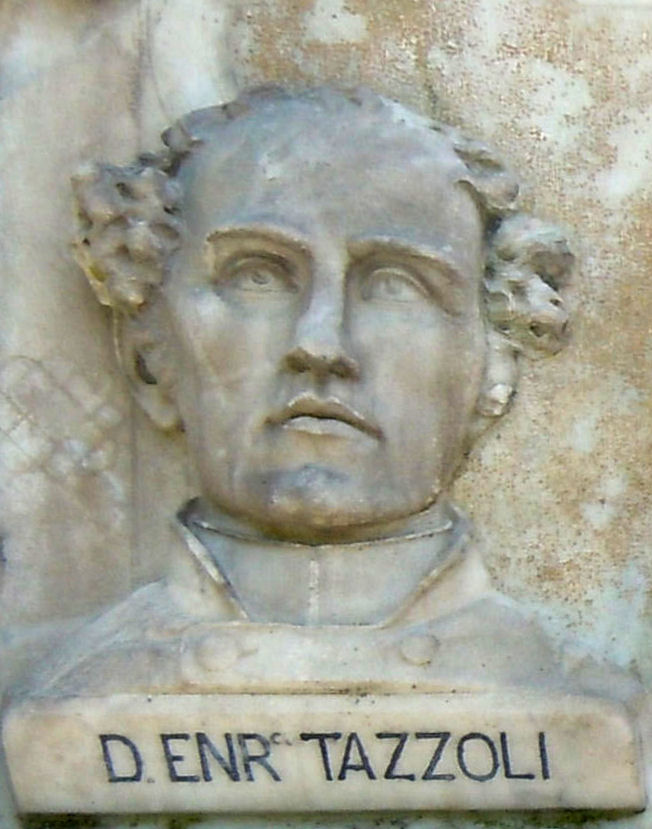
Don Enrico Tazzoli

Nel rinnovato clima repressivo, la polizia austriaca aveva aumentato l'attività di vigilanza in Mantova e, il 1º gennaio 1852, il commissario Filippo Rossi rinvenne una cartella di venticinque franchi del prestito mazziniano nel corso di una perquisizione in casa di Luigi Pesci, esattore comunale di Castiglione delle Stiviere. Pesci era, in effetti, sospettato di falsificazione di banconote austriache e, quindi, la scoperta giunse inaspettata. Eppure il Pesci era membro di un folto centro cospirativo antiaustriaco operante nell'Alto Mantovano.
Sottoposto a feroce interrogatorio, Pesci rivelò che le cartelle provenivano dal sacerdote don Ferdinando Bosio, amico di Tazzoli e professore di grammatica nel seminario vescovile di Mantova. Questi, arrestato a sua volta, dopo 24 giorni confessò e indicò in don Enrico Tazzoli il coordinatore del movimento, ciò che ne consentì l'arresto il 27 gennaio. A don Tazzoli vennero sequestrati molti documenti, fra i quali un registro cifrato in cui aveva annotato incassi e spese, con i nomi degli affiliati che avevano versato denari.

## Le torture e il processo
Tazzoli non cedette agli interrogatori, condotti dall'auditore giudiziario Alfred von Kraus, ma la polizia austriaca riuscì a decifrare il registro individuando la chiave del cifrario, che era il testo latino del Padre nostro. All'epoca molti sostennero che vi fu la delazione di Luigi Castellazzo, coinvolto come segretario del comitato mazziniano. Collaborò anche un altro delatore, l'avvocato veronese Giulio Faccioli.
Ciò consentì alle autorità austriache di procedere all'arresto di Poma, Speri, Montanari e altri iscritti di Mantova, Verona, Brescia e Venezia. In totale vennero arrestati 110 patrioti, oltre a trentatré contumaci (fra i quali Benedetto Cairoli e Giovanni Acerbi). La polizia austriaca e il governo occupante erano assai esacerbati e sottoposero buona parte dei prigionieri a tortura. Molti confessarono, altri morirono prima di parlare, il Pezzotto scelse di suicidarsi nella sua cella al Castello di Milano.
Al termine furono 110 le persone rinviate a processo. Alfred von Kraus sostenne l'esistenza dell'associazione di Mantova e dei comitati delle altre province, i rapporti con Mazzini e gli espatriati in Svizzera, il tentativo di Montanari di mappare le fortificazioni di Mantova e Verona, un piano di Igino Sartena, patriota trentino, di attentare alla vita del feldmaresciallo Radetzky, un altro piano di catturare Francesco Giuseppe in occasione della sua visita a Venezia (tanto folle che Poma e Speri si erano all'ultimo rifiutati di eseguirlo).

## La condanna e l'intervento del vescovo di Mantova

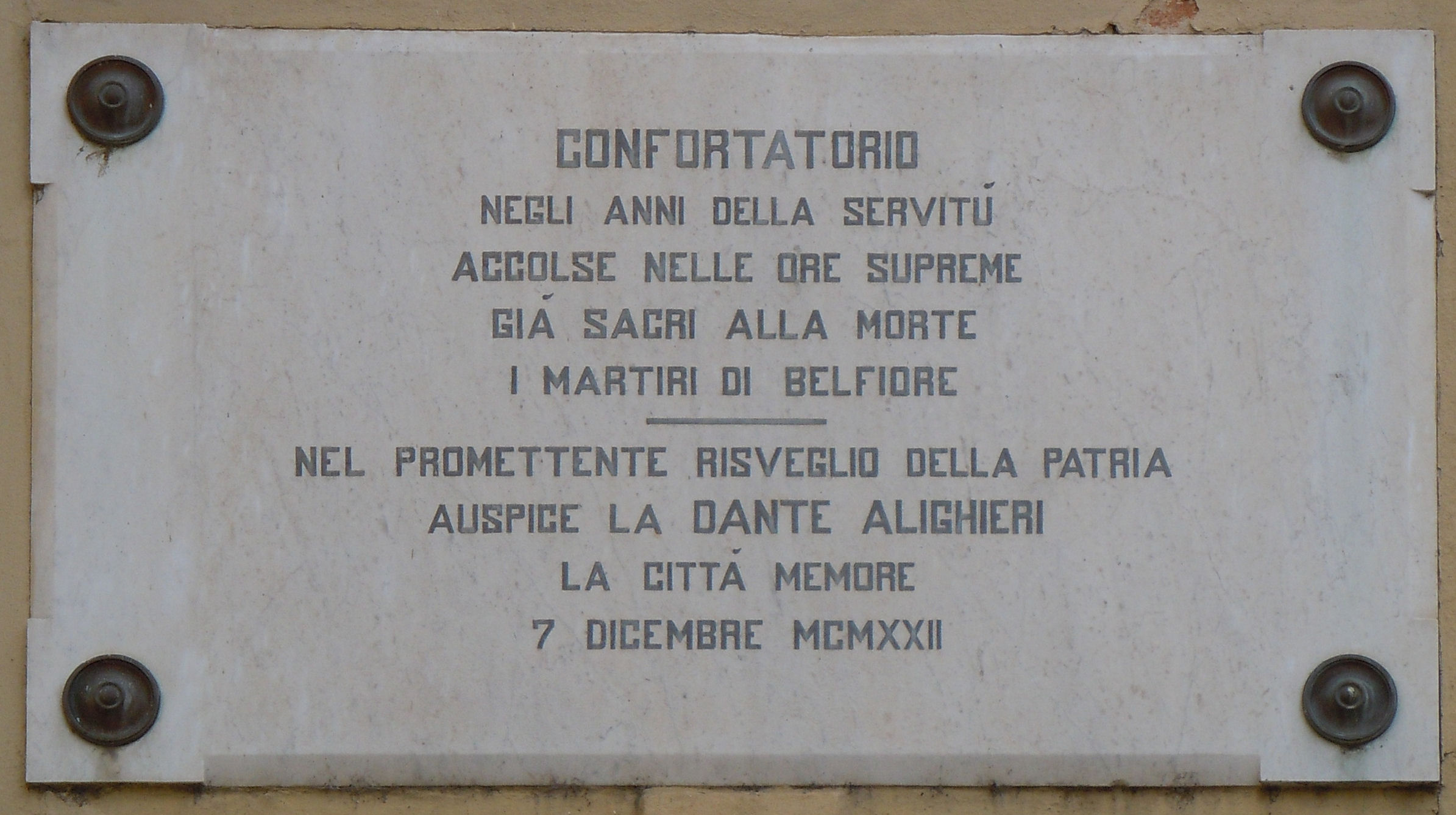
Mantova, via Mazzini, lapide ai Martiri di Belfiore

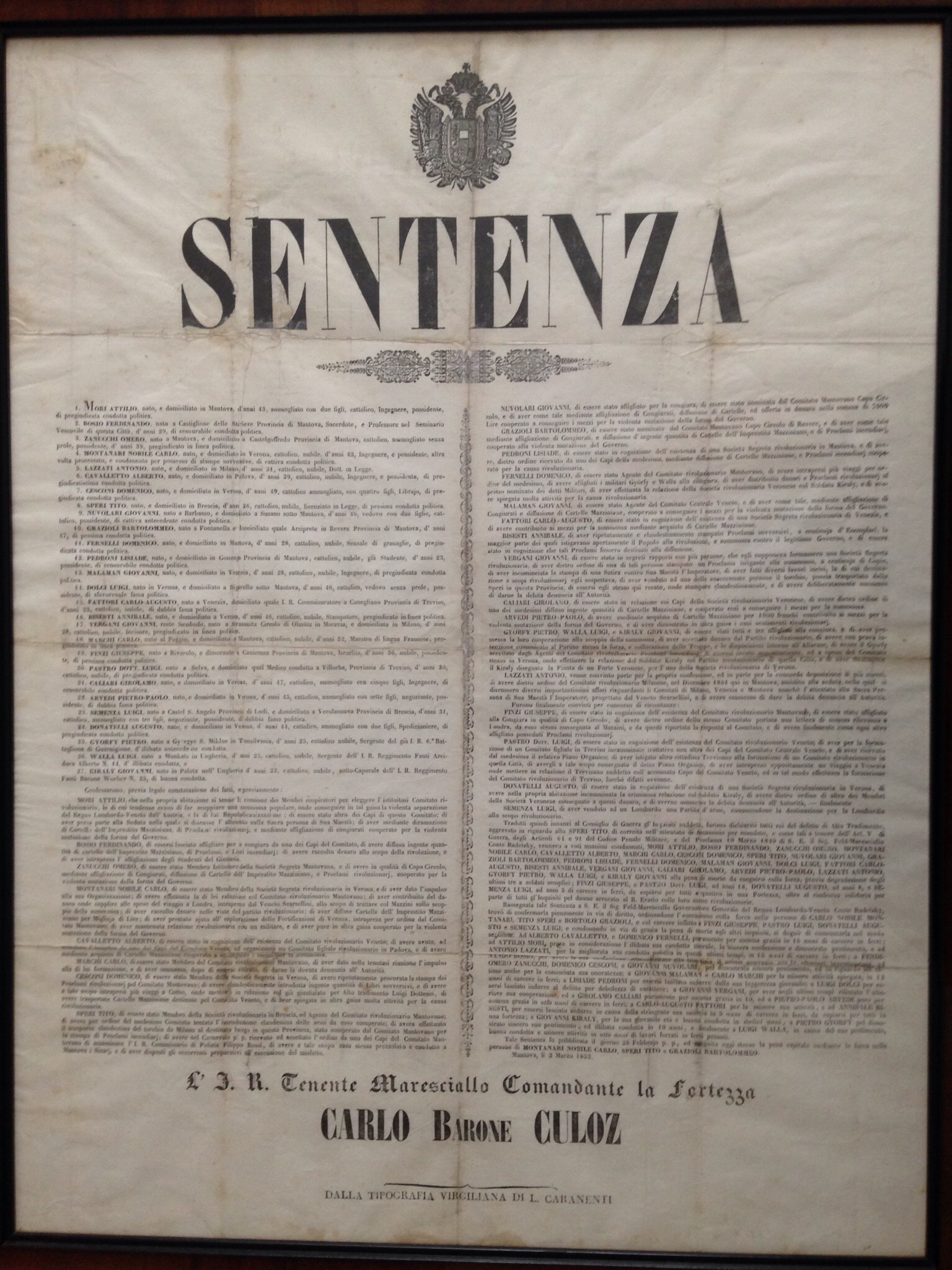
La sentenza che condanna a morte i Martiri di Belfiore

Il 13 novembre si riunì un primo consiglio di guerra per giudicare don Tazzoli, Scarsellini, Poma, i tre veneziani Bernardo Canal, l'agente di commercio Paganoni e il ritrattista Zambelli, il negoziante milanese Mangili, il medico mantovano Giuseppe Quintavalle e don Giuseppe Ottonelli, parroco di San Silvestro, frazione del comune di Curtatone, infine, Giulio Faccioli, che pure aveva collaborato. Vennero tutti condannati a morte.

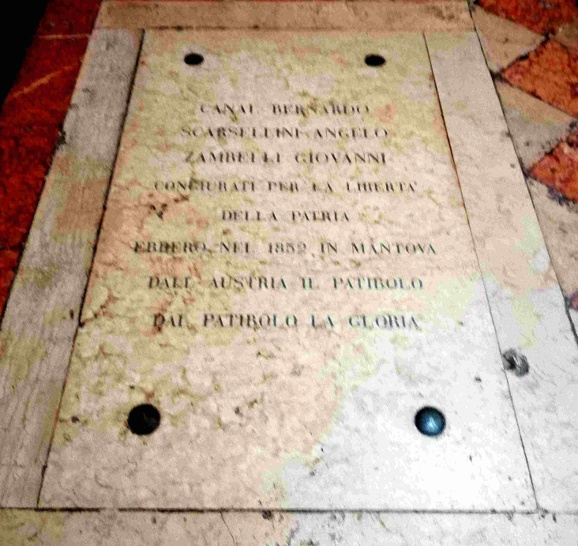
Venezia, Basilica dei Frari, Tomba di Canal, Scarsellini e Zambelli

La notizia, tuttavia, non venne subito resa pubblica, in modo da avere il tempo di eseguire la dismissione dallo stato clericale dei due preti condannati, Tazzoli e Ottonelli. Il problema non era semplicissimo, in quanto, in teoria, i sacerdoti potevano essere giudicati unicamente dal foro ecclesiastico. E infatti, quando un anno prima era stato condannato don Grioli, per rimarcare il proprio dissenso, il vescovo di Mantova, monsignor Giovanni Corti, aveva rifiutato il proprio assenso e il parroco di Cerese fu assassinato dal boia austriaco ancora in abito talare. In questo caso, tuttavia, gli austriaci avevano fatto le cose con cura, ottenendo per tempo un ordine speciale di Pio IX, che sconfessò il vescovo.
La dismissione dallo stato clericale avvenne, quindi, il 24 novembre. Solo a quel punto, il 4 dicembre, gli austriaci diedero ai dieci processati lettura della sentenza. L'intervento del vescovo avrebbe potuto rappresentare una svolta nella vicenda. Egli, in cattedra dal 1847 al 1868, aveva guadagnato grandi benemerenze presso gli austriaci, dopo che, nel marzo 1848, si era distinto nell'impedire che la sollevazione popolare pervenisse a cacciare gli austriaci dalla città, restando circoscritta all'organizzazione di una piccola guardia cittadina, e come pavido fu bollato da Cattaneo.
Già una volta monsignor Corti aveva potuto salvare don Tazzoli quando quest'ultimo (originario di Canneto sull'Oglio nella diocesi, professore al seminario vescovile e impegnato nella fondazione dei primi asili d'infanzia della città) era stato arrestato, il 12 novembre 1848, al termine di una messa celebrata in una basilica di Mantova. Deferito al delegato della Fortezza di Mantova, generale Gorzkowski, che ne ordinò l'arresto, il successivo 23 novembre venne prosciolto, anche per l'intervento del vescovo, monsignor Giovanni Corti, che ne ringraziò il Gorzkowski e gli promise di impedire, per il futuro, al suo sacerdote simili iniziative.
Nel 1852, quindi, il rifiuto austriaco alla clemenza segnò una frattura fra la Chiesa cattolica lombarda e l'autorità imperiale.

## Le esecuzioni

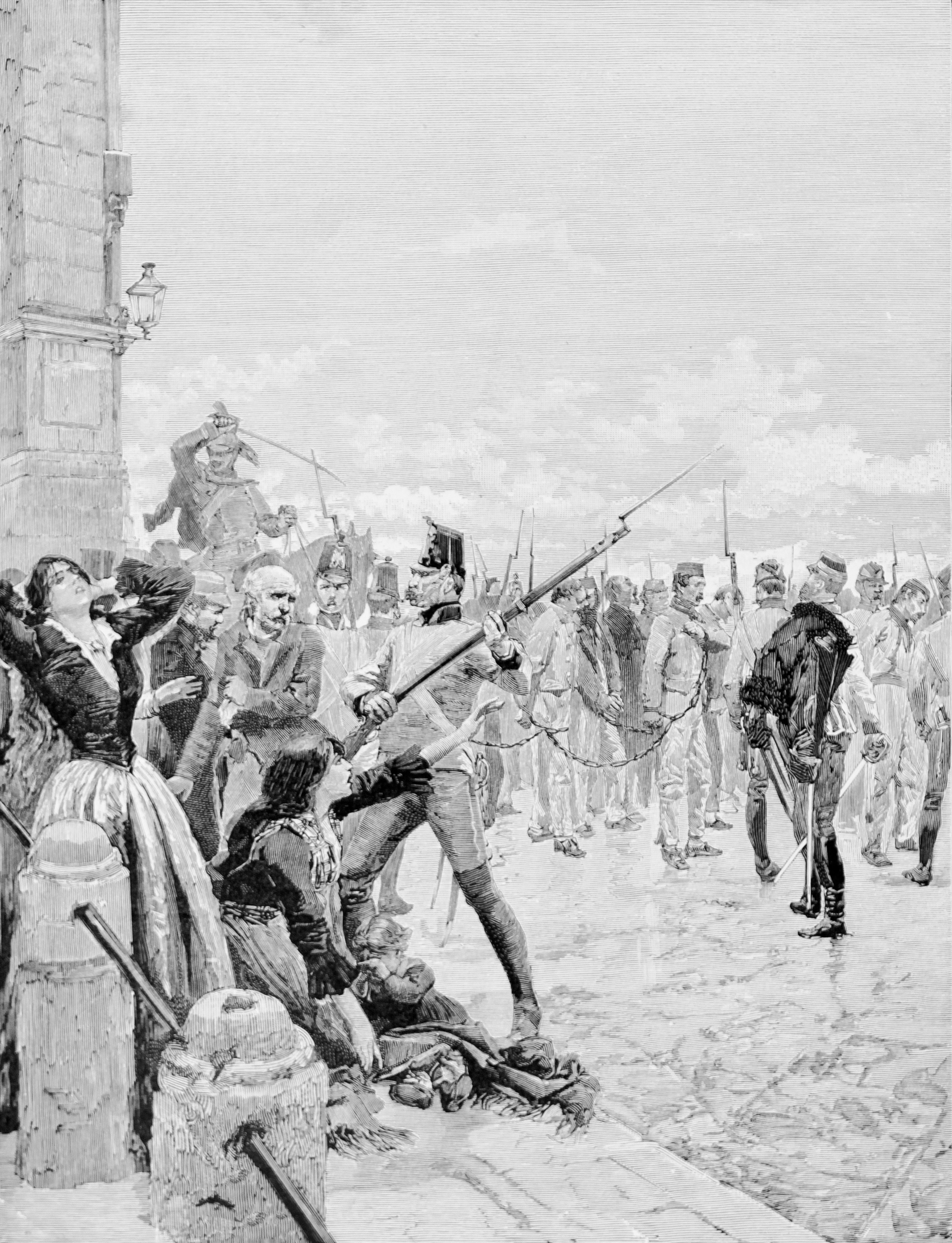
I martiri di Belfiore condotti al patibolo

Il vescovo di Mantova tentò ancora un intervento, sostenuto anche da altri vescovi e dalla generale commozione che si era diffusa in tutto il Lombardo-Veneto. Il governatore generale Radetzky accettò unicamente di commutare la pena in otto-dodici anni di ferri in fortezza per alcuni patrioti condannati, ma confermò la pena per Tazzoli, Scarsellini, Poma, Canal e Zambelli. I governanti austriaci erano convinti di aver dato prova di una magnanimità cesarea. In realtà commisero un grande errore di valutazione politica, che segnò la fine di ogni prospettiva di pacificazione delle province italiane.
A rimetterci di più fu l'immagine di Francesco Giuseppe, che cominciò, appena ventiduenne, a essere indicato come "l'impiccatore": un marchio del quale non si sarebbe mai liberato, fino alle esecuzioni di Guglielmo Oberdan, Nazario Sauro, Damiano Chiesa, Fabio Filzi e Cesare Battisti, nomi che sarebbero stati consegnati ai posteri dalla Canzone del Piave. La mattina del 7 dicembre i cinque condannati furono condotti nella valletta di Belfiore, situata fuori Porta Pradella all'ingresso ovest della città, ove furono impiccati.
Nel marzo 1853 furono irrogate le ultime condanne contro i restanti ventitré cospiratori. Prima Tito Speri, Carlo Montanari e don Bartolomeo Grazioli, arciprete di Revere, furono condannati a morte e impiccati a Belfiore il 3 marzo 1853. Ai restanti venti imputati la condanna a morte venne commutata in vent'anni di reclusione. Più tardi venne condannato Pietro Frattini, impiccato il 19 marzo. L'ultima delle esecuzioni avvenne due anni dopo, il 4 luglio 1855, con l'impiccagione di Pietro Fortunato Calvi, avvenuta poco oltre il ponte di San Giorgio. Per somma ingiuria, e con gran dispetto alla pietà cristiana, il governo austriaco vietò il seppellimento degli impiccati in terra consacrata. Ciò doveva suonare a ulteriore umiliazione della Chiesa mantovana.

## Eventi successivi

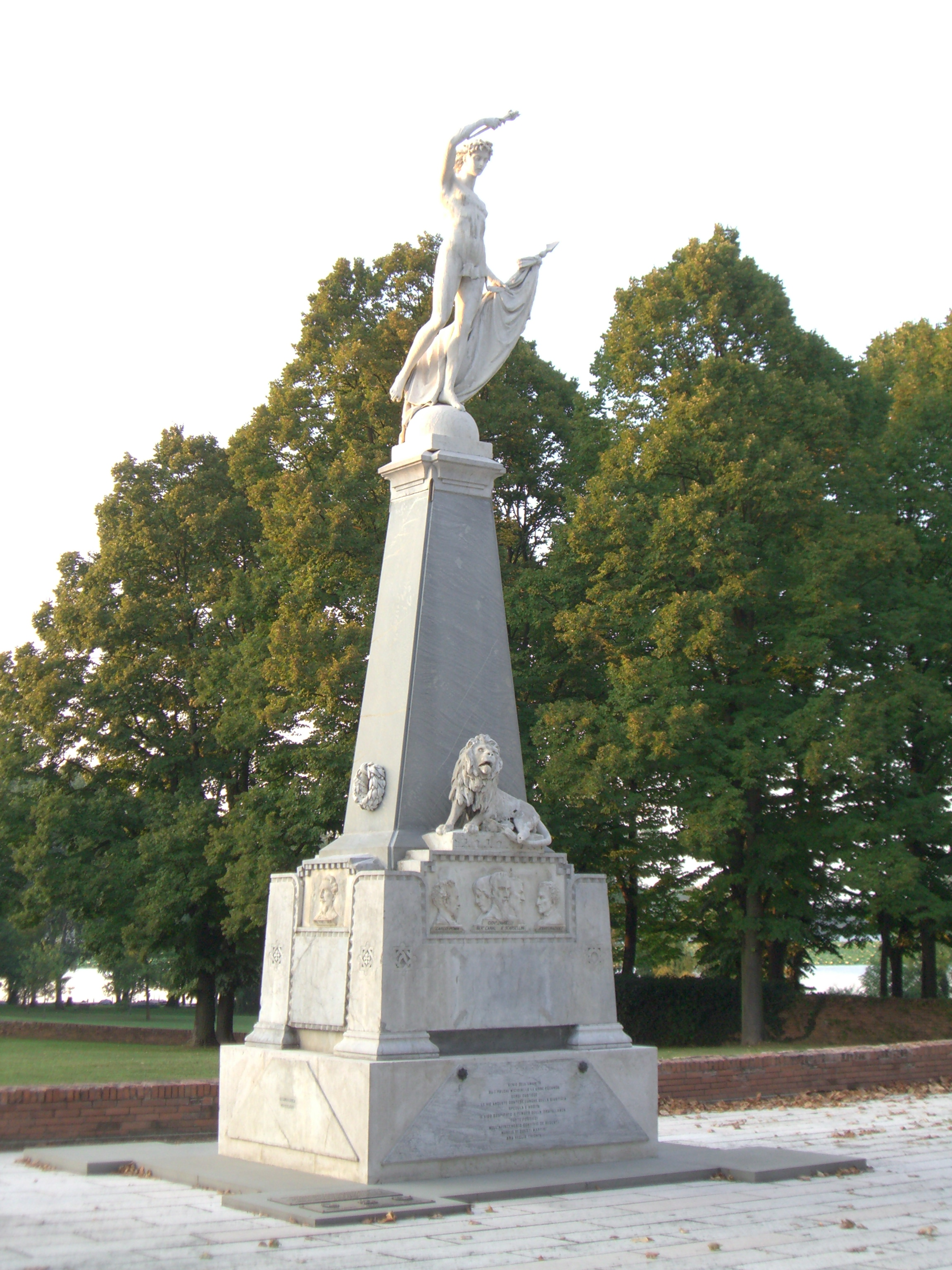
Belfiore, Mantova: monumento ai Martiri

Le vicende non erano finite ed ebbero un seguito con il rinvenimento delle salme, avvenuto nel 1866. Dopo la seconda guerra di indipendenza, infatti, Mantova era rimasta al Regno Lombardo-Veneto. Nel corso del mese di giugno, in preparazione della terza guerra di indipendenza, il genio militare austriaco ordinò dei lavori di rafforzamento delle fortificazioni della città nella zona di Belfiore. Nel quadro di questi lavori si rese necessario effettuare degli scavi per ricavare la sabbia necessaria alle opere murarie.
In questa occasione, i capimastri mantovani Andreani, padre e figlio, rinvennero delle salme che identificarono come le spoglie dei martiri (mancavano solo quelle di Pietro Frattini e di don Grazioli, che furono rinvenute l'anno seguente). Gli Andreani mantennero ovviamente nascosta la notizia, ma chiesero ai loro appaltatori austriaci di poter lavorare anche di notte per accelerare i tempi dello scavo, e costoro naturalmente assentirono. Così i muratori poterono trasportare le salme in un cimitero cittadino in gran segreto. I funerali cristiani vennero, finalmente, celebrati alcuni mesi dopo, appena la città di Mantova fu riunita al Regno d'Italia, insieme al Veneto, al termine della guerra.
D'altronde don Tazzoli continuò a essere onorato dalla diocesi, sempre retta da monsignor Corti, che autorizzò la pubblicazione delle prediche da lui composte in carcere. Egli aveva reso un gran servigio alla Chiesa quando, interrogato dagli austriaci, aveva scritto loro che il clero mantovano era segnato dall'insurrezione poiché fedele alla tradizione cattolica, "con spirito aderente al sociale e al concreto dei valori educativi e formativi dell'uomo ... e per attuarne le esigenze occorreva essere liberi". Infine, la notte prima di salire al patibolo, scrisse un biglietto nel quale perdonava "chiunque poté in queste faccende o in altro danneggiarmi. Così Dio mi perdoni".